# Schrei
Schrei is het debuutalbum van de Duitse rockgroep Tokio Hotel. Ze kwam uit op 19 september 2005. In 2006 kwam er een re-release van dit album genaamd Schrei (so laut du kannst). De muzieklijst blijft hetzelfde. Wel zijn er liedjes heropgenomen als gevolg van de stemveranderingen van de zanger Kaulitz.

## Muzieklijst
| #   | Titel                            | Lengte |
| --- | -------------------------------- | ------ |
| 1.  | "Schrei"                         | 3:16   |
| 2.  | "Durch den Monsun"               | 3:56   |
| 3.  | "Leb' die Sekunde"               | 3:45   |
| 4.  | "Rette mich"                     | 3:42   |
| 5.  | "Freunde bleiben"                | 3:42   |
| 6.  | "Ich bin nich' ich"              | 3:47   |
| 7.  | "Wenn nichts mehr geht"          | 3:52   |
| 8.  | "Laß uns hier raus"              | 3:05   |
| 9.  | "Gegen meinen Willen"            | 3:35   |
| 10. | "Jung und nicht mehr jugendfrei" | 3:21   |
| 11. | "Der letzte Tag"                 | 3:03   |
| 12. | "Unendlichkeit"                  | 2:27   |

## Singles

### Durch Den Monsun
Durch Den Monsun was de eerste single van hun debuutalbum en kwam uit op 15 augustus 2005. De hit steeg van #15 naar #1 in 6 dagen in de Duitse hitlijsten. Ook in Oostenrijk werd het een #1-hit.

### Schrei
Schrei werd de tweede single van hun debuutalbum en kwam uit op 28 november 2005. Het nummer werd een hit maar heeft #1 niet gehaald in de hitlijsten, en moest het dus doen met een #5.

### Rette Mich
Rette Mich werd de derde single van hun debuutalbum, de eerste van 2006 en kwam uit op 10 maart 2006. Net zoals zijn voorganger, behaalde hij de #1 in de Duitse hitlijsten. Ook in Oostenrijk werd het een #1-hit.

### Der Letzte Tag/Wir Schließen Uns Ein
Der Letzte Tag/Wir Schließen Uns Ein werd de vierde en laatste single van hun debuutalbum en kwam uit op 25 augustus 2006. Op het einde van de single is er nog een fragment te horen van Wir Schließen Uns Ein.